# Desorden Público
Desorden Público ist eine Ska-Band aus Venezuela, die 1985 im Osten von Caracas von Horacio Blanco (Gesang, Gitarre) und José Luis „Caplís“ Chacín (Bass) gegründet wurde.
Der Name bedeutet „öffentliche Unordnung/Unruhe“ und ist eine Anspielung auf die Lastwagen der „öffentlichen Ordnung“ der Nationalgarde.

## Bandgeschichte
1988 bekamen sie einen Plattenvertrag und nahmen ihre erste Platte „Desorden Público“ auf. Diese hat noch einen eher einfachen, wenn auch energiereichen Sound, aber schon die typischen sozialkritischen Texte mit schwarzem Humor.
Anfang der 1990er-Jahre wurde die Musik nach und nach um weitere Musikstile (vor allem aus der Karibik) wie Salsa, Cumbia, Merengue aber auch Soul oder Jazz erweitert. Zu diesem Zeitpunkt nahmen sie auch ihr zweites Album „En Descomposición“ auf, durch das sie auch international bekannt wurden. Touren durch die USA (1993), Mexiko (1994) und Europa (1996, 2010, 2011) folgten.
Weitere Platten und Touren brachten Desorden Público nach und nach in eine Spitzenposition der Ska-Bewegung in Lateinamerika.

## Diskografie
- Desorden Público (CBS, 1988, LP). Neuaufgelegt als CD 1993.
- En Descomposición (CBS, 1990).
- Canto popular de la Vida y Muerte (1994).
- Plomo revienta (1997).
- ¿Dónde está el Futuro? (1998). Compilation von Raritäten und neue Versionen von Liedern ihrer ersten zwei Alben.
- Diablo (2000).
- Todos sus Éxitos (Sony Music, 2001). Compilation von Hits.
- The Ska Album (Megalith, 2004). Compilation für die USA.
- DP18 (2004). Life-CD (sowohl als Einfach- als auch als Doppel-CD).
- The Ska Album (Leech Redda/Übersee-Records, 2004). Europäische Version der obigen CD für Europa mit mehr Liedern.
- Estrellas del Caos (2006).
- Los Contrarios (FAK Records, Santander 2011).